# Gastropacha quercifolia
Il bombice foglia di quercia (Gastropacha quercifolia (Linnaeus, 1758)) è un lepidottero appartenente alla famiglia Lasiocampidae, diffuso in Eurasia.

## Descrizione
L'apertura alare può raggiungere i 50–90 mm. La femmina presenta maggiori dimensioni rispetto al maschio.

## Biologia

### Periodo di volo
Gli adulti sfarfallano tra giugno e luglio a seconda della località.

### Alimentazione
Le larve si sviluppano su Crataegus, Prunus spinosa, Salix e querce.

## Tassonomia

### Sottospecie
- Gastropacha quercifolia quercifolia (Linnaeus, 1758)
- Gastropacha quercifolia mekongensis De Lajonquière, 1976
- Gastropacha quercifolia thibetana De Lajonquière, 1976